# Gewone dwergspanner
De gewone dwergspanner (Eupithecia vulgata) is een nachtvlinder uit de familie van de spanners (Geometridae). De voorvleugellengte van de vlinder bedraagt tussen de 10 en 12 millimeter. De vlinder komt verspreid voor over het Palearctisch gebied. De soort overwintert als pop.

## Waardplanten
De gewone dwergspanner is polyfaag op kruidachtige planten, maar ook op houtige planten en loofbomen.

## Voorkomen in Nederland en België
In Nederland en België is de gewone dwergspanner een algemene vlinder. De vliegtijd is van halverwege maart tot en september in twee jaarlijkse generaties.